# Solenozophyllum kazibaense
Solenozophyllum kazibaense är en mångfotingart som beskrevs av Kraus 1958. Solenozophyllum kazibaense ingår i släktet Solenozophyllum och familjen Odontopygidae. Inga underarter finns listade i Catalogue of Life.